# Décès en 1349
Décès
- 1345
- 1346
- 1347
- 1348
- 1349
- 1350
- 1351
- 1352
- 1353

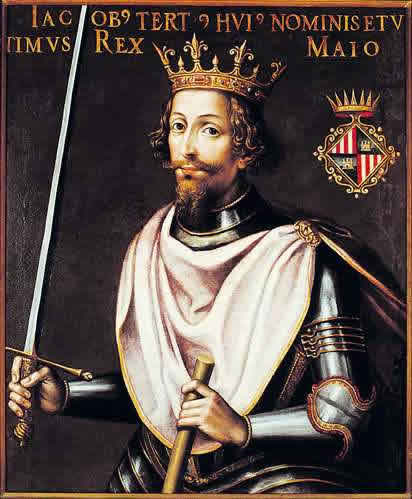
Jacques III de Majorque, mort en 1349.

Cette page dresse une liste de personnalités mortes au cours de l'année 1349 :
- 24 janvier : Lucien Visconti, noble condottiere italien, co-seigneur de Milan.
- 20 mars : Guillaume Mahé, évêque de Saint-Malo.
- 3 avril : 
  - Guillaume d'Occam, philosophe et théologien anglais.
  - Eudes IV de Bourgogne, duc de Bourgogne, comte de Bourgogne et comte d'Artois.
- 14 juin : Gunther de Schwarzbourg, roi de Germanie.
- 23 juin : Pierre Bertrand, cardinal français.
- 26 août : Thomas Bradwardine, archevêque de Canterbury.
- 11 septembre : Bonne de Luxembourg, duchesse de Normandie.
- 29 septembre : Richard Rolle, ermite et auteur mystique anglais.
- 2 octobre Guillaume de Charmont, évêque de Lisieux.
- 6 octobre : Jeanne II de Navarre, reine de Navarre.
- 23 octobre : Nicolas de Lyre, frère mineur, théologien et exégète.
- 25 octobre : Jacques III de Majorque, roi de Majorque, comte de Roussillon et de Cerdagne, seigneur de Montpellier et prétendant à la principauté d'Achaïe.
- 31 octobre: Aymery de Châlus, évêque de Chartres, archevêque de Ravenne, Cardinal-prêtre de Ss. Silvestro e Martino ai Monti.
- 12 décembre : Jeanne de Bourgogne, comtesse de Valois et reine de France.
- 15 décembre : Jean Discalceat, franciscain breton, considéré comme saint par la tradition populaire.

- Ibn al-Yayyab, poète de l'époque nasride, auteur de poèmes de style néoclassique.
- Bernard Brion, évêque du Puy, de Noyon et d'Auxerre.
- Sanchet D'Abrichecourt, seigneur d’Auberchicourt, un des membres fondateurs de l'ordre de la Jarretière.
- Firmin de Coquerel, doyen de l'Église de Paris, chancelier de France, évêque de Noyon.
- Pierre des Essarts, riche bourgeois français, proche conseiller financier de Philippe V, Charles IV et Philippe VI.
- Frédéric II de Misnie, landgrave de Thuringe et margrave de Misnie.
- Dragonnet de Montauban, évêque de Saint-Paul-Trois-Châteaux puis de Gap.
- Giovanni di Balduccio, sculpteur gothique italien.
- Ugolino di Nerio, peintre de l'école siennoise, qui fut l'élève de Duccio di Buoninsegna.
- Hiromitsu Hikoshiro, Soshu Sadamune était un forgeron de sabres particulièrement réputé pour la qualité de son travail.
- Gauthier Jeanneau, bandit du Moyen Âge.
- Ibn Luyun, auteur et compilateur, notamment d'un traité d'agronomie.
- Kujō Michinori, régent kampaku.
- Seii, deuxième souverain du royaume de Chūzan sur l'île d'Okinawa.

- Vers 1349 :
- John Dumbleton, logicien et philosophe de la nature anglais.

## Crédit d'auteurs
- Cet article est partiellement ou en totalité issu de l'article intitulé « 1349 » (voir la liste des auteurs).